# فناوری نانو در تصفیه آب آلوده
فناوری نانو در تصفیه آب آلوده یکی از روش‌های نوین و کارآمد برای حذف آلاینده‌های شیمیایی، فلزات سنگین، میکروارگانیسم‌ها و مواد آلی از آب است. این فناوری از نانومواد و نانوساختارهایی مانند نانوذرات نقره، نانولوله‌های کربنی و اکسید گرافن برای افزایش بازدهی و کاهش هزینه‌های تصفیه آب استفاده می‌کند. پیشرفت در فناوری نانو، توسعه فیلترهای نانویی، مواد جاذب، و کاتالیزورهای نانومقیاس را تسریع کرده و منجر به ایجاد راه‌حل‌های کارآمدتری برای تصفیه آب در مناطق کم‌آب و کشورهای در حال توسعه شده است.

## تاریخچه فناوری نانو در تصفیه آب
استفاده از نانومواد در تصفیه آب از اوایل دهه ۱۹۹۰ آغاز شد، زمانی که دانشمندان به خاصیت منحصر به فرد نانوذرات نقره در از بین بردن باکتری‌ها و میکروب‌ها پی بردند. در دهه ۲۰۰۰، توسعه نانولوله‌های کربنی و اکسید گرافن به عنوان جاذب‌های قوی برای حذف آلاینده‌های آلی و فلزی، تحولی در روش‌های تصفیه ایجاد کرد.
مطالعات اخیر نشان داده است که استفاده از نانوفیلترها در تصفیه آب‌های آلوده به فلزات سنگین مانند سرب، جیوه و کادمیوم، کارایی بالایی دارد و در مقایسه با روش‌های سنتی، میزان حذف آلاینده‌ها را تا ۹۵٪ افزایش داده است.

## نانومواد مورد استفاده در تصفیه آب
نانومواد مختلفی در فرایند تصفیه آب مورد استفاده قرار می‌گیرند که برخی از مهم‌ترین آن‌ها عبارتند از:
1. نانوذرات نقره: خاصیت ضدباکتریایی قوی و کاربرد در تصفیه آب آشامیدنی در مناطق محروم.[۴]
2. نانولوله‌های کربنی: حذف آلاینده‌های آلی و فلزات سنگین از فاضلاب‌های صنعتی.[۵]
3. اکسید گرافن: جذب بالا برای یون‌های فلزی مانند سرب، آرسنیک و کادمیوم.[۶]

## مکانیسم عملکرد فناوری نانو در تصفیه آب
فرآیندهای مختلفی در فناوری نانو برای تصفیه آب مورد استفاده قرار می‌گیرد:
1. جذب سطحی: نانومواد به دلیل داشتن سطح ویژه بالا، توانایی جذب مؤثر آلاینده‌ها را دارند.[۷]
2. کاتالیز نوری: استفاده از نانوذرات دی‌اکسید تیتانیوم برای تجزیه ترکیبات آلی آلوده‌کننده.[۸]
3. روس‌ها و میکروارگانیسم‌ها.[۹]

## مزایا و چالش‌ها

### مزایا
- حذف مؤثر آلاینده‌های نانومقیاس
- کاهش مصرف انرژی در مقایسه با روش‌های سنتی
- افزایش کارایی فیلترهای تصفیه

### چالش‌ها
- هزینه بالای تولید نانومواد
- نگرانی‌های زیست‌محیطی و سمیت احتمالی نانوذرات
- نیاز به استانداردهای نظارتی دقیق‌تر

## کاربردهای صنعتی و مطالعات موردی
فناوری نانو در پروژه‌های مختلف تصفیه آب در سراسر جهان استفاده شده است:
1. هند: استفاده از نانوفیلترهای گرافنی برای حذف آرسنیک از منابع آب روستایی.
2. ایالات متحده: پروژه‌های آژانس حفاظت از محیط زیست آمریکا EPA برای کاهش آلاینده‌های دارویی با استفاده از نانومواد.
3. ایران: تحقیقات دانشگاهی در زمینه استفاده از نانولوله‌های کربنی در تصفیه آب‌های صنعتی.

فناوری نانو نقش مهمی در بهبود روش‌های تصفیه آب و کاهش بحران جهانی آب دارد. با توسعه بیشتر این فناوری، استفاده از نانوفیلترها و نانوذرات در مقیاس صنعتی افزایش یافته و هزینه‌های تصفیه کاهش خواهد یافت.